# Villa Contarini

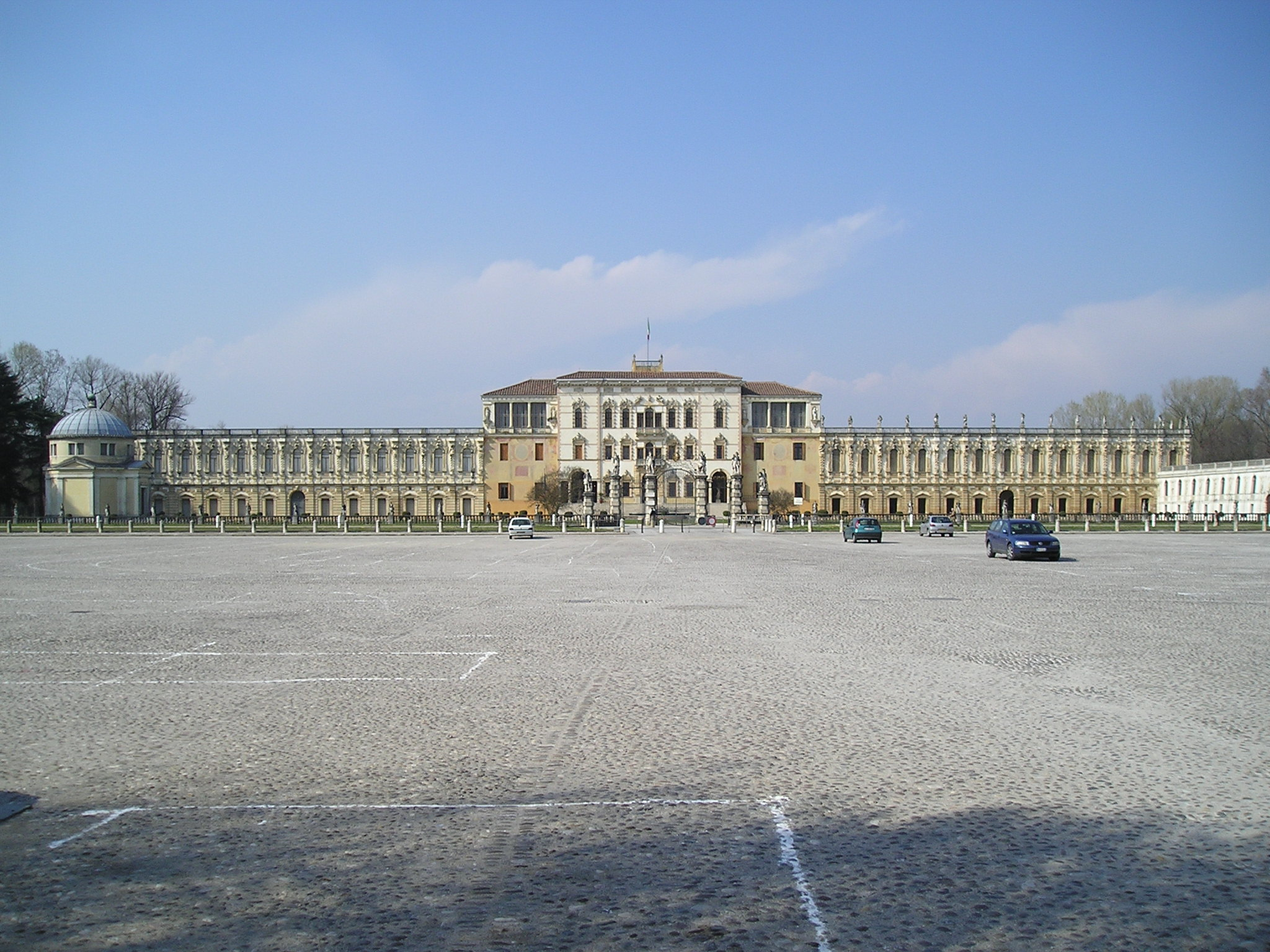
Villa Contarini in Piazzola sul Brenta

Die Villa Contarini ist eine venezianische Patriziervilla in Piazzola sul Brenta, in der Provinz Padua in Norditalien. Nach den verschiedenen Besitzern wird die Villa auch Villa Contarini-Camerini-Simes genannt.
Mit der Errichtung des Hauptgebäudes wurde 1546 im Auftrag der venezianischen Patrizier Paolo und Francesco Contarini begonnen. Inwieweit der Bau auf einen Entwurf Andrea Palladios zurückgeht, ist in der Kunstgeschichtsschreibung umstritten. Im späten 17. Jahrhundert wurde das Gebäude unter Marco Contarini erweitert. Die Villa ist von einem 50 Hektar großen Park umgeben.
Heute ist die Villa Museum, Veranstaltungsort für Ausstellungen, Tagungen, Opernaufführungen und Konzerte. Sie wird getragen von einer Stiftung.

## Geschichte

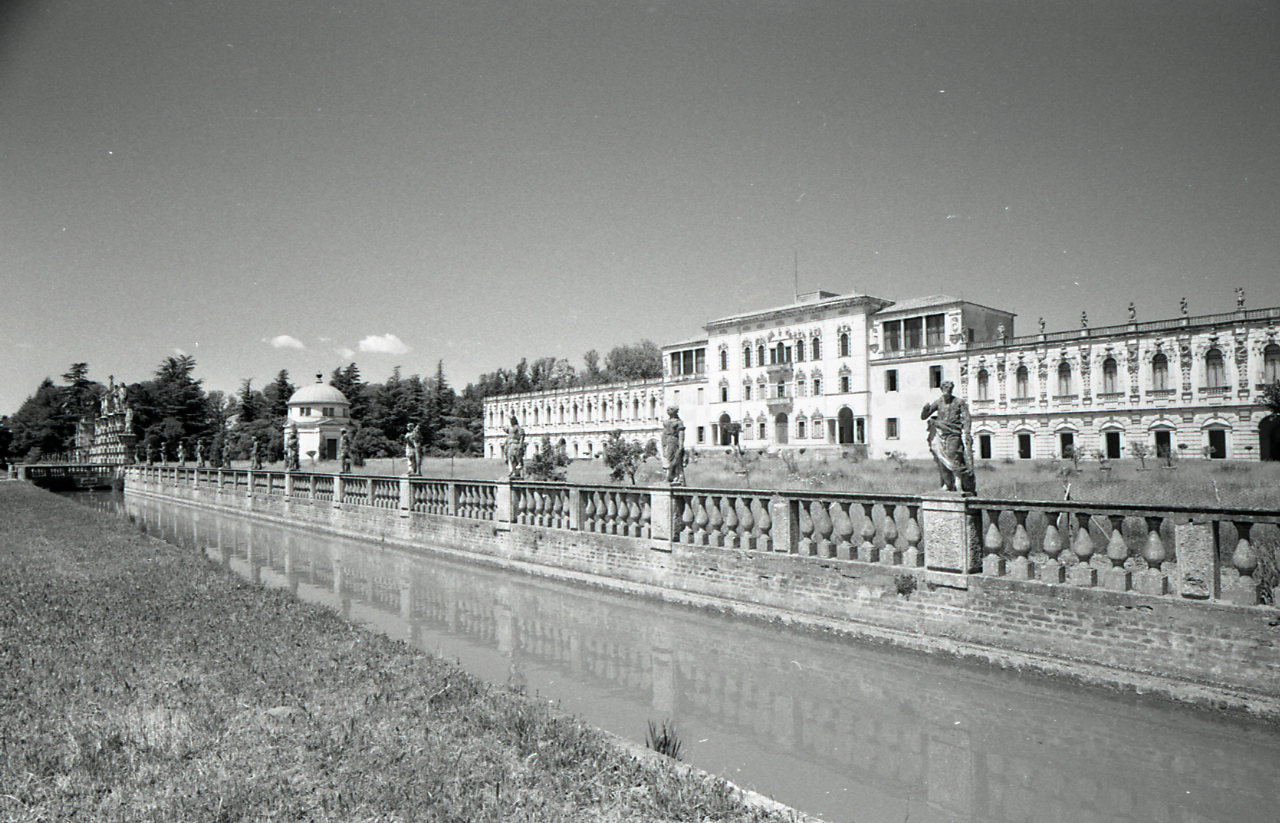
Foto von Paolo Monti, 1967

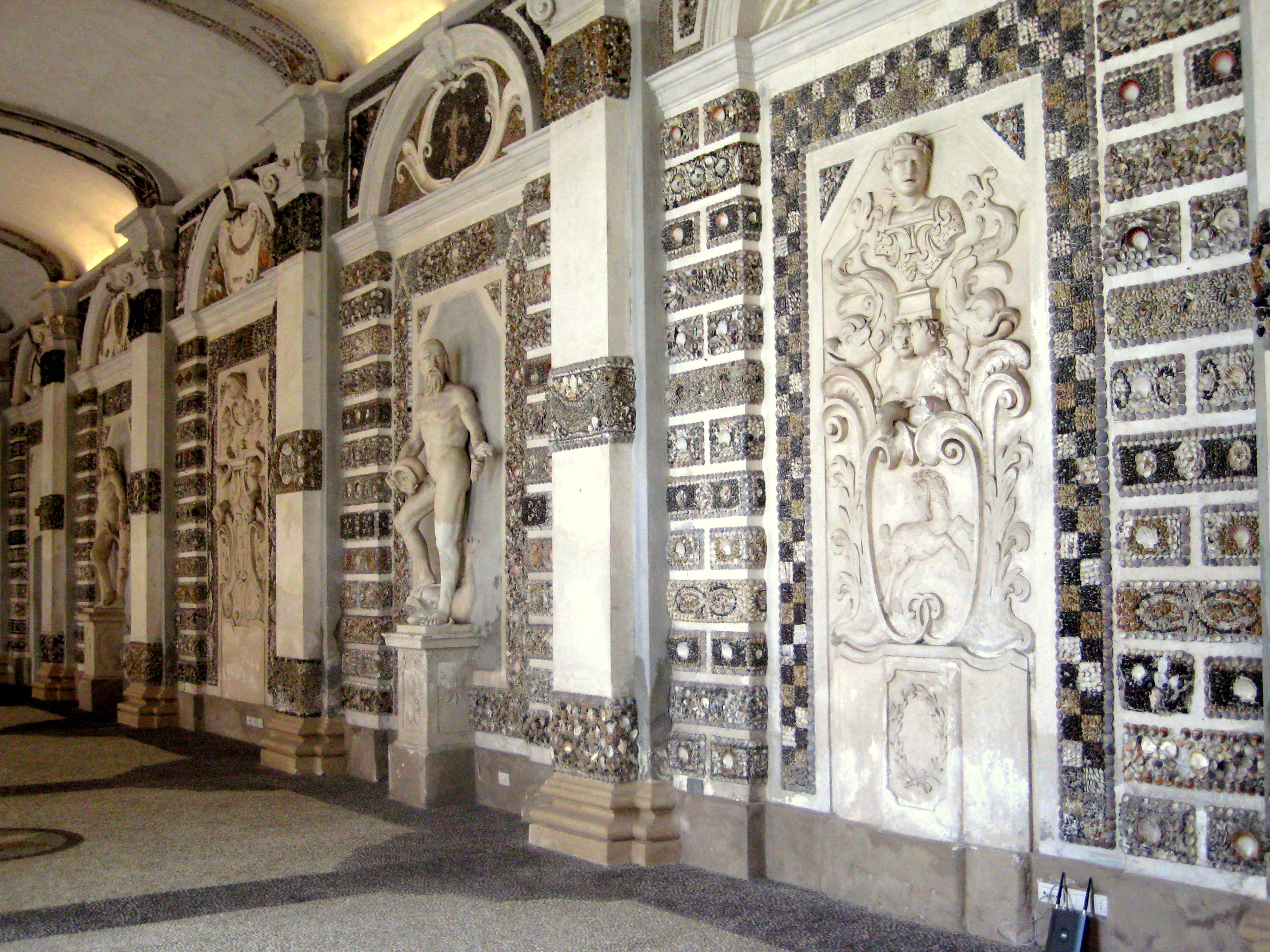
Manieristischer Muschelsaal

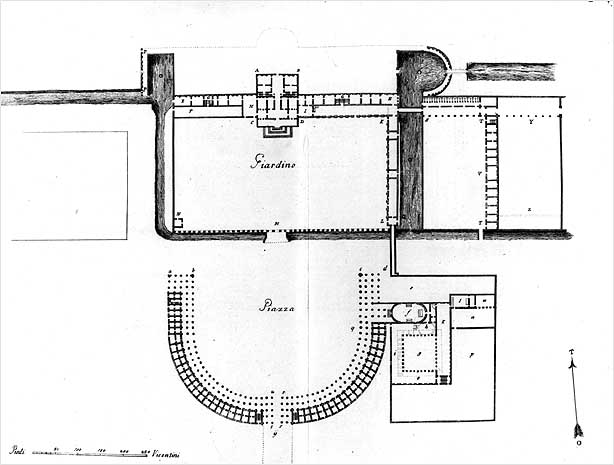
Grundrisszeichnung von Francesco Muttoni, 1760

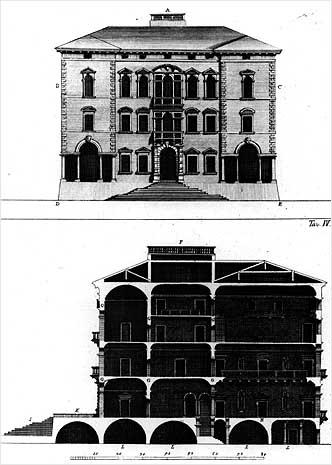
Front und Längsschnitt des Hauptgebäudes, Zeichnung Francesco Muttoni, 1760

Die Villa war der Landsitz der venezianischen Familie der Contarini, die ihren Landsitz im Laufe der Zeit zu einem repräsentativen Baukomplex ausgestaltet haben, der prunkvoll die wirtschaftliche Potenz, die politische Macht und die historische Reputation einer Familie spiegelt, aus deren Reihen seit dem 11. Jahrhundert acht Dogen hervorgegangen waren.
Das prachtvolle barocke Erscheinungsbild, das die Villa heute zeigt, geht auf umfangreiche Umbauten im 17. und 18. Jahrhundert zurück. 1676 wurde der rechte Flügel erweitert, der Fassade eine Reihe rustizierter Säulen vorgelegt, die mit Skulpturen, den so genannten Telemonen bekrönt sind. Eine Karte von 1788 zeigt, dass in dieser Zeit der halbkreisförmige Säulengang, der die große Piazza der Villa umfasst, bereits vorhanden war.
Als historischer und architektonischer Kern des Gebäudes wird ein Kastell der Carraresi vermutet, das im 14. Jahrhundert am Ufer der Brenta, möglicherweise auf den Resten eines Vorgängerbaus aus dem 11. Jahrhundert errichtet worden war.
Im 17. Jahrhundert wurde das Gebäude um zwei Seitenflügel erweitert, und wenig später begannen die Arbeiten an einem repräsentativen Vorplatz, der piazza.
Vermutlich geht die Villa auf den Umbau einer nach dem Entwurf von Palladio (1540–1550) erbauten Villa für Paolo Contarini zurück. Spuren Palladios finden sich in Bauplänen und Archivdokumenten, von denen wenig sichtbar ist.
Für die Villa Paccagnella in Presina und andere Villen in der Umgebung, die ebenfalls gerne Palladio zugeschrieben werden, kann von der Forschung durch gesicherte Quellen bisher nicht nachgewiesen werden, inwieweit Palladio direkt oder indirekt als Architekt und Baumeister Einfluss genommen hat.
Zwischen dem 17. und 18. Jahrhundert wurden die Innenräume der Villa auf das Üppigste mit Fresken, allegorischen Figuren, Mobiliar und kostbaren kunstgewerblichen Gegenständen im Geschmack des Rokoko und des Barock ausgestattet. Der Dekor der Räume ist dabei jeweils einem bestimmten Bildprogramm unterworfen. Die Folge unzähliger großen Säle und kleiner Zimmer verbindet ein Korridor von 180 Meter Länge. Im 17. und 18. Jahrhundert war die Villa Schau- und Spielplatz der venezianischen Gesellschaft, die hier ihre Feste feierte und Opern und Konzerte, die die Contarini veranstalteten, besuchte.
Wie die meisten venezianischen Villen der Terraferma wurde auch diese von napoleonischen Truppen geplündert und verfiel. 1820 – bis dahin war die Villa im Besitz der Contarini – wurde sie von Silvestro Camerini (1777–1866), einem zu Reichtum gekommenen Sohn eines oberitalienischen Landarbeiters, Analphabet und Träger diverser Auszeichnungen und Adelstitel, erworben. Aus dieser Zeit stammen die Stallungen, mit denen man die kaiserlichen Stallungen in Wien nachgeahmt hat, das Hippodrom und eine repräsentative Gartenanlage mit einem See und Fischteichen, Alleen etc. Danach abermals aufgegeben, diente die Villa Contarini der lokalen Bevölkerung als Getreide- und Weinspeicher.
Im Zweiten Weltkrieg wurde die Villa von der deutschen Wehrmacht okkupiert (noch heute werden Einschusslöcher aus dieser Zeit gezeigt als Beleg, wie knapp die Villa mehrfach der vollständigen Zerstörung entging). Nach Kriegsende verfielen die verlassenen Gebäude abermals, bis das Anwesen gegen Ende der 70er Jahre zunächst von der Firma SIMES erworben wurde, bis sie in die Hände der G.E.Ghirardi überging, die die Villa einer gründlichen Sanierung, die noch nicht abgeschlossen ist, unterzog. Verwaltet wird sie jetzt von dem Istituto Regionale Ville Venete.

## Museum
Die Villa beherbergt neben einer Bibliothek, der Biblioteca Cameriniana, und einem Archiv für die Geschichte der Contarini-Camerini eine Sammlung alter Landkarten, eine Glyptothek griechischer und römischer Antiken, eine Abgusssammlung und eine Jugendstil (Liberty)-Collection.
Die Villa kann täglich besichtigt werden. In der Villa finden Kongresse, Tagungen, Ausstellungen und Konzerte statt.

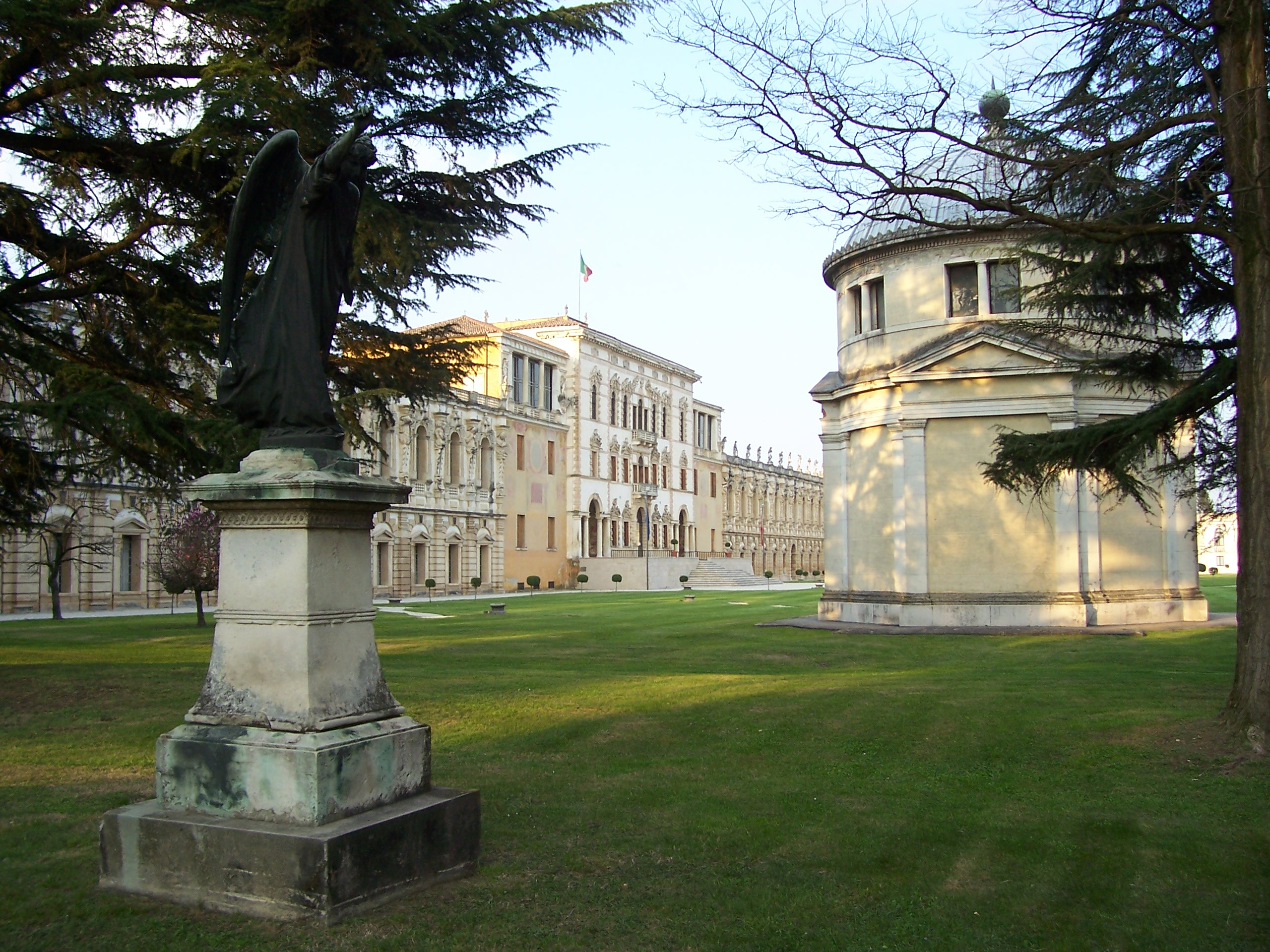
Die Kapelle

## Kapelle
1770 baute Tommaso Temanza hier in Anlehnung an Andrea Palladios Tempietto Barbaro eine runde Kapelle.

## Fondazione Giordano Emilio Ghirardi
Heute hat die Non-Profit-Organisation Fondazione Giordano Emilio Ghirard ONLUS ihren Sitz in der Villa. Sie hat den Stiftungszweck, kulturelle und soziale Projekte zu fördern und arbeitet mit vergleichbaren nationalen und internationalen Institutionen zusammen. Ein Schwerpunkt der Stiftung ist die Förderung von Forschung auf dem Bereich der Medizin, insbesondere der Gesundheitsvorsorge.